# Wineckerthal
Le Wineckerthal est un écart de la commune de Dambach, dans le département du Bas-Rhin.

## Étymologie
Le hameau est renommé à de nombreuses reprises. On le connaît ainsi sous la forme Zickerthal en 1610, Zipfelthal en 1730, Windeckerthal et enfin Wineckerthal, sa forme actuelle, vers 1800.
L'origine du nom pourrait provenir de la famille Zicker et signifier " La vallée de Zicker " ou, Zicker signifiant chèvre, la vallée de la chèvre.

## Histoire
Au Herrenhof, l'actuelle maison forestière, une école protestante voit le jour en 1855. La petite école démarre avec des enfants issus de Dambach, de Neunhoffen, du Wineckerthal et de Langensoultzbach. Les longs trajets que doivent effectuer les enfants quotidiennement à pied deviennent très vite un inconvénient. En 1865, la salle de classe devient trop exiguë pour la fréquentation des élèves. 
Au fond de la vallée, à droite du Herrenhof, se trouvait le Hinterthal, un hameau de 3 à 4 habitations, complètement détruit au début du XIXe siècle.
Le Wineckerthal se situe sur l'emplacement d'une ancienne route médiévale.